# Design for Scandal
Design for Scandal is een Amerikaanse filmkomedie uit 1941 onder regie van Norman Taurog.

## Verhaal
De invloedrijke krantenmagnaat Judson M. Blair is ontevreden met het vonnis dat rechter Cornelia Porter heeft geveld in zijn echtscheidingszaak. Samen met de pas ontslagen journalist Jeff Sherman bekokstooft hij een plannetje om de rechter op andere gedachten te brengen.

## Rolverdeling
| Acteur           | Personage               |
| ---------------- | ----------------------- |
| Rosalind Russell | Rechter Cornelia Porter |
| Walter Pidgeon   | Jeff Sherman            |
| Edward Arnold    | Judson M. Blair         |
| Lee Bowman       | Walter Caldwell         |
| Jean Rogers      | Dotty                   |
| Mary Beth Hughes | Adele Blair             |
| Guy Kibbee       | Rechter Graham          |
| Barbara Jo Allen | Jane                    |
| Leon Belasco     | Alexander Raoul         |
| Bobby Larson     | Freddie                 |
| Charles Coleman  | Wilton                  |
| Thurston Hall    | Northcott               |